# Skogsbränderna i Yellowstone 1988
Skogsbränderna i Yellowstone 1988 utgjorde tillsammans den största skogsbranden i Yellowstone nationalparks nedtecknade historia i USA. Lågorna startade som många mindre enskilda bränder som snabbt spred sig utom kontroll på grund av torka och ökande vindhastighet. De resulterande skogsbränderna brann i flera månader, och den 8 september 1988 stängdes hela parken för all icke-räddningspersonal för första gången i dess historia. Bränderna upphörde först när senhöstens svala och fuktiga väder anlände. Sammanlagt brändes 3 213 km² av parken, vilket motsvarar 36 procent av dess yta, med varierande konsekvenser.
När brandbekämpningsinsatsen var som störst sattes över 9 000 brandmän och dussintals helikoptrar och flygplan in. Yellowstone-bränderna pågick samtidigt som andra bränder i Greater Yellowstone Ecosystem och andra områden i västra USA, något som ledde till att National Park Service och andra relevanta organisationer saknade personal för att hantera situationen. Över 4 000 amerikansk militärpersonal togs snart in för att hjälpa till med att bekämpa bränderna. Brandbekämpningen kostade 120 miljoner dollar (320 miljoner dollar år 2025), och byggnadsskadorna uppgick till ett värde på 3,28 miljoner dollar (9 miljoner dollar år 2025).
Under de månader som eldarna härjade flackade de runt på svårutsägbara sätt och lämnade ofta mellanliggande områden orörda. Tiotals miljoner träd och otaliga växter dödades av skogsbränderna. Mer än hälften av de drabbade områdena brändes av markbränder, vilket gjorde mindre skada på härdigare trädarter. De lokala ekosystemen återhämtade sig relativt snabbt, och även om habitatförluster ledde till att olika djurarter sökte sig till andra delar av parkområdet drabbades djurbeståndet i området till en relativt låg grad. Ett undantag är älgbeståndet, vilket undergick en permanent förlust (från 1000 till 200) som en konsekvens av förändringar i det lokala ekosystemet då de täta furuskogarna drabbades särskilt hårt av elden.
Yellowstone-bränderna 1988 var utan motstycke i National Park Services historia och ledde till att befintliga brandhanteringspolicyer ifrågasattes och omarbetades. Mediell felrapportering kom också att dominera nyhetsflödet med ounderbyggda påståenden som att större delen av parken förstördes.

## Bakgrund och händelser

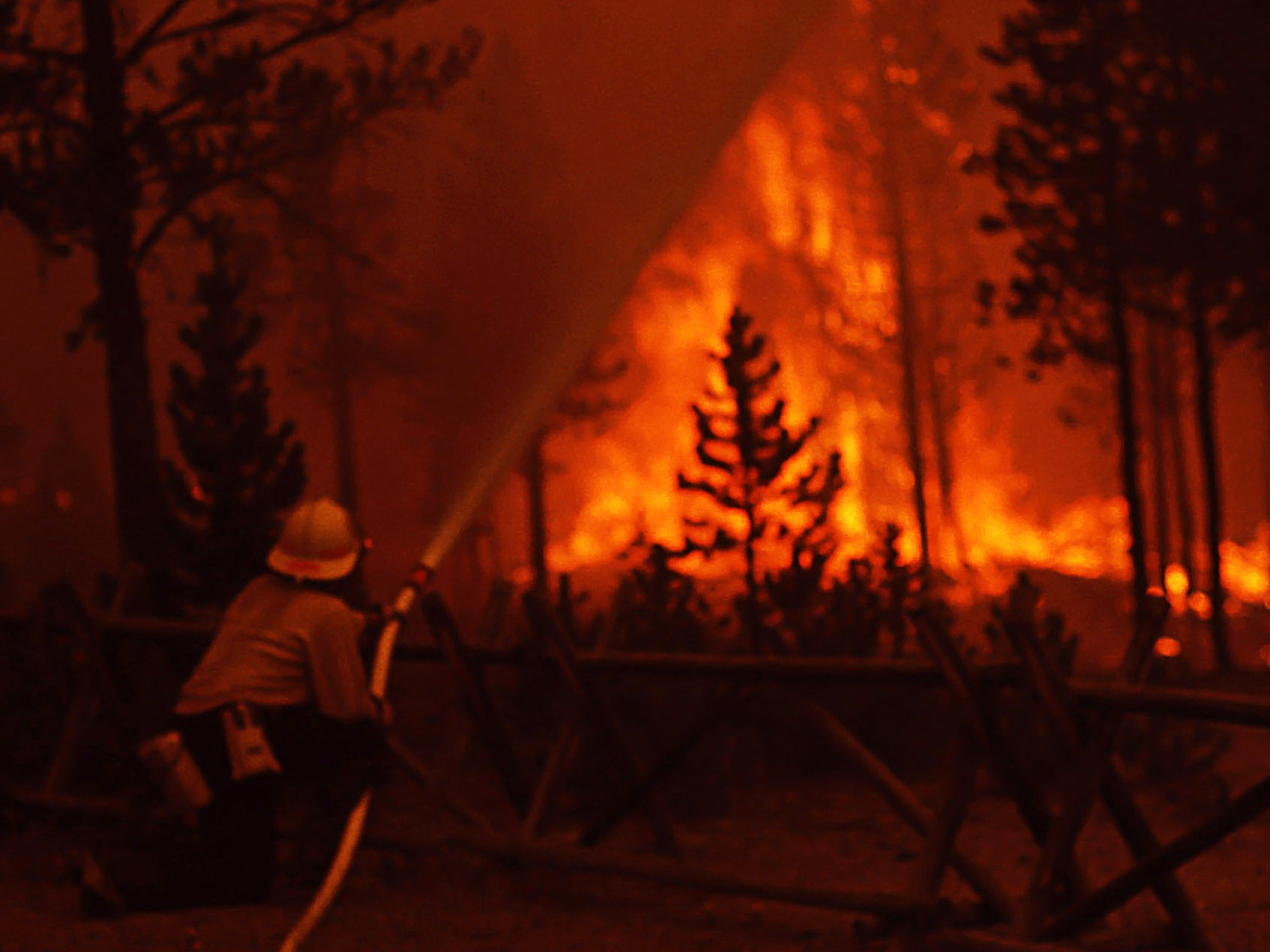
Brandsläckning vid Norris den 20 augusti 1988, en dag som senare kom att kallas "Black Saturday" på grund av den enorma mängd mark som brändes samt den täta röken som gjorde dagtid och nattetid oåtskiljbara i vissa områden.

Under tidigt 1960-tal ansågs bränder generellt vara skadliga för parker och skogar, varför policyerna syftade till att släcka bränderna. Under perioden före 1988 började dock eldens fördelaktiga ekologiska roll bli bättre förstådd, något som gjorde att en policy att tillåta naturliga bränder att brinna under kontrollerade förhållanden, vilket visade sig vara mycket framgångsrikt för att minska skogsbrändernas konsekvenser.
Detta ledde dock till oanade konsekvenser 1988. Sommaren var ovanligt torr och ledde till att många mindre "kontrollerade" bränder kombinerades. Nästan 250 olika bränder startade i Yellowstone och de omgivande nationalskogarna mellan juni och augusti. 
Dessa mindre bränder kombinerades till större bränder med hjälp av torra stormar som spred blixtnedslag men saknade regn. Sju av dessa ansvarade för 95% av det totala brända området. I slutet av juli hade National Park Service och andra myndigheter fullt ut mobiliserat tillgänglig personal, och ändå fortsatte bränderna att expandera. 
Den 20 augusti, den enskilt värsta dagen av bränderna som senare kom att bli kallad "Black Saturday", drabbades över 610 km² under en av många intensiva bränder. Aska från bränderna i hela parken drev hela vägen till Billings, Montana, 97 km nordost. De vinddrivna lågorna hoppade över vägar och eldlinjer, och brinnande glöd orsakade spridning över ett stort avstånd. Nya startades bränder över kilometerstora avstånd från de viktigaste brandfronterna. Markbränder tog sig snabbt upp till skogstaken och blev kroneldar med lågor över 60 meter från marken. Under sommaren gjorde bränder enorma framsteg på 8 till 16 kilometer dagligen, och vid vissa tillfällen noterades en framryckning på över 3,2 kilometer på en timme.

## Inverkan på parken

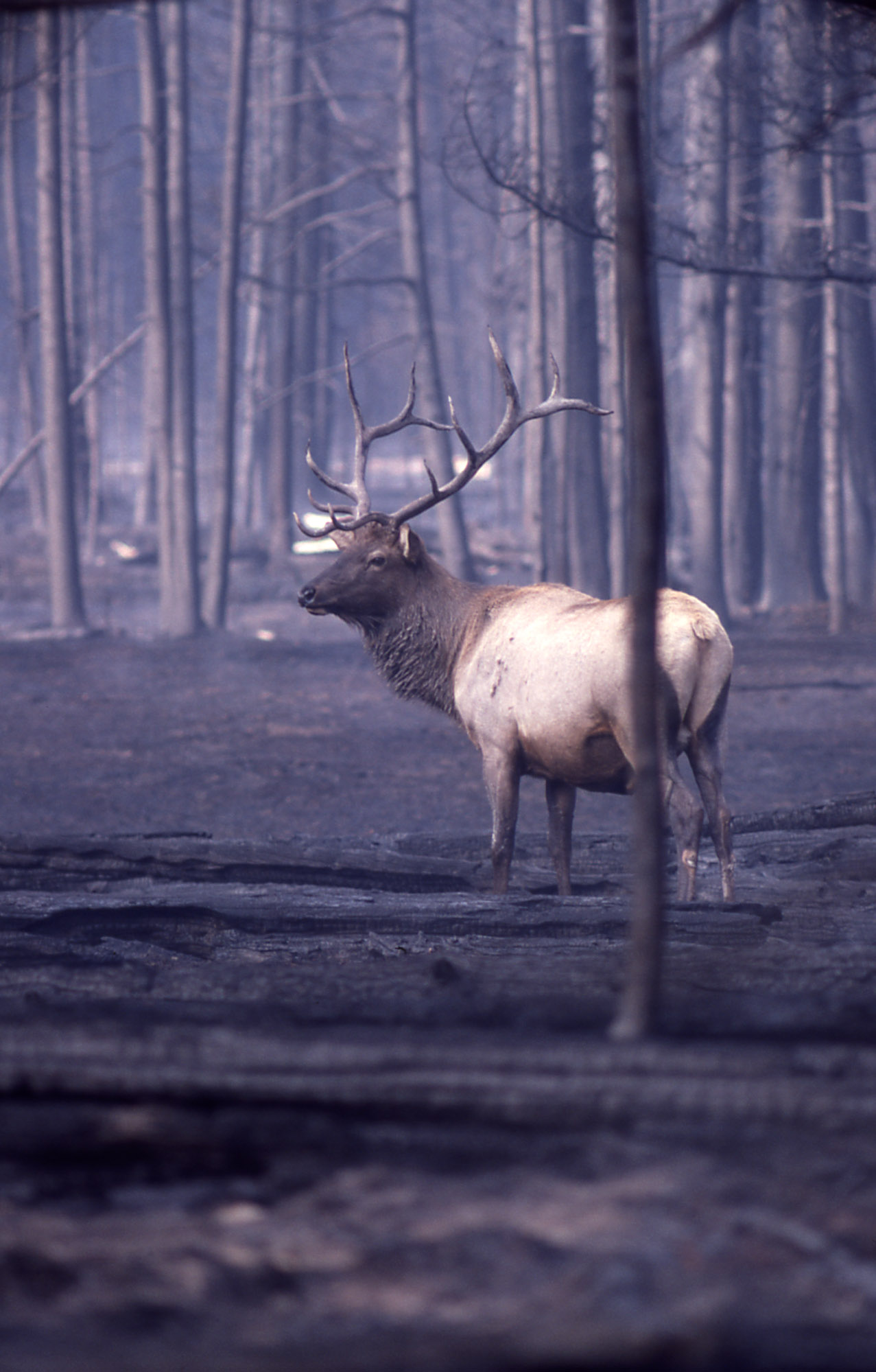
En vapiti i ett nyligen bränt område.

Brandens effekter på olika delar av Yellowstone varierade kraftigt. Stora skogsområden låg helt orörda innanför brandområdena. En viktig avgörande faktor för en delbrands påverkan på det lokala ekosystemet var huruvida den drabbade trädkronorna, marken, eller båda. Kronbränderna, som motsvarade cirka 41 procent av all yta som brann, var enklast att se då den visuellt utplånade hela skogar. Markbränder spred sig långsamt längs marken och förtärde mindre växter och dött växtmaterial; vissa markbränder brann under längre varaktighet och intensitet, vilket bidrog till att många träd vars kronor aldrig direkt brändes senare dog av skador från branden.
Naturen började nästan omedelbart återhämta sig. Växter som mjölke dök upp bara dagar efter att en brand hade dragit igenom området. Trots att andra nationella skogar utförde omplanteringar och ibland spridde gräsfrö med flyg, var Yellowstones återhämtning så pass positiv att ingen återplantering bedömdes nödvändig. Även om vissa små växter inte omedelbart återtog sina habitat före branden, gjorde de flesta det, och den stora majoriteten av växterna återväxte från befintliga groddar som överlevde värmen från bränderna. Det fanns även ett överflöd av vilda blommor i brända områden, särskilt mellan två och fem år efter bränderna.

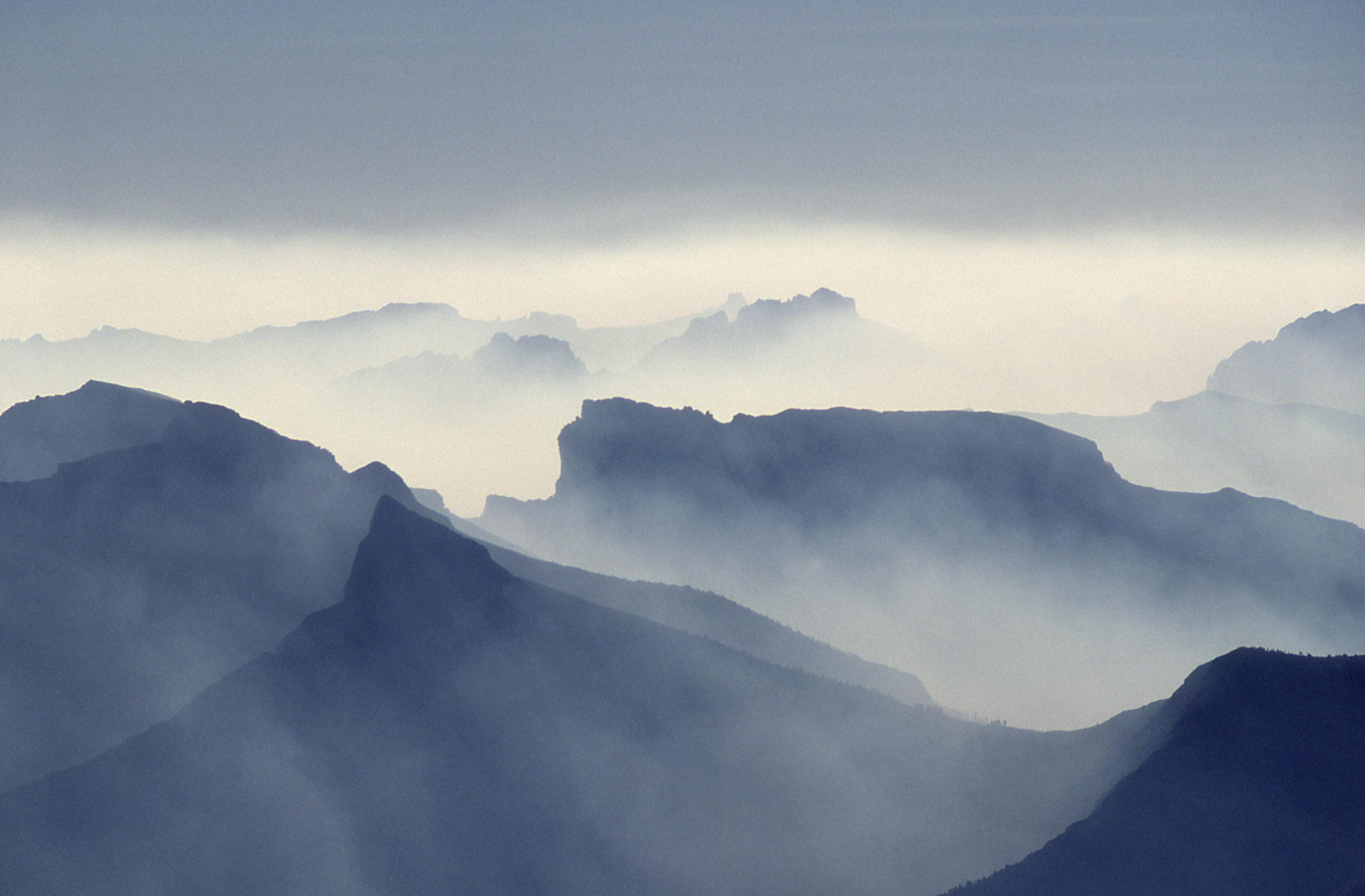
Röken från bränderna skymmer bergskedjan Absaroka Range.

Röken och luftburna partiklar från bränderna hotade vid flera tillfällen lokala samhällen. Röken gjorde det svårt och ibland farligt att köra bil. Ett antal brandmän behandlades på sjukhus för rök- och damminandning och ett fåtal för att oavsiktligt andats in ångor från en svavelantändning nära ett av de geotermiska områdena.
Enbart 67 av de över 1 000 byggnader som finns i parken förstördes under bränderna. Det fanns 400 strukturer i Old Faithful-komplexet och endast 19 av dessa förstördes. Ytterligare sex byggnader vid Old Faithful-komplexet skadades men kunde räddas. Allvarliga skador orsakades också gentemot 23 av 61 rastplatser och campingplatser, 73 vandringsbroar, 10 miles (16 km) kraftledningar och 300 elstolpar. 1989 rapporterades det att strukturförlusterna värderades till 3,28 miljoner dollar ($9 miljoner dollar år 2025).

## Mediebevakning

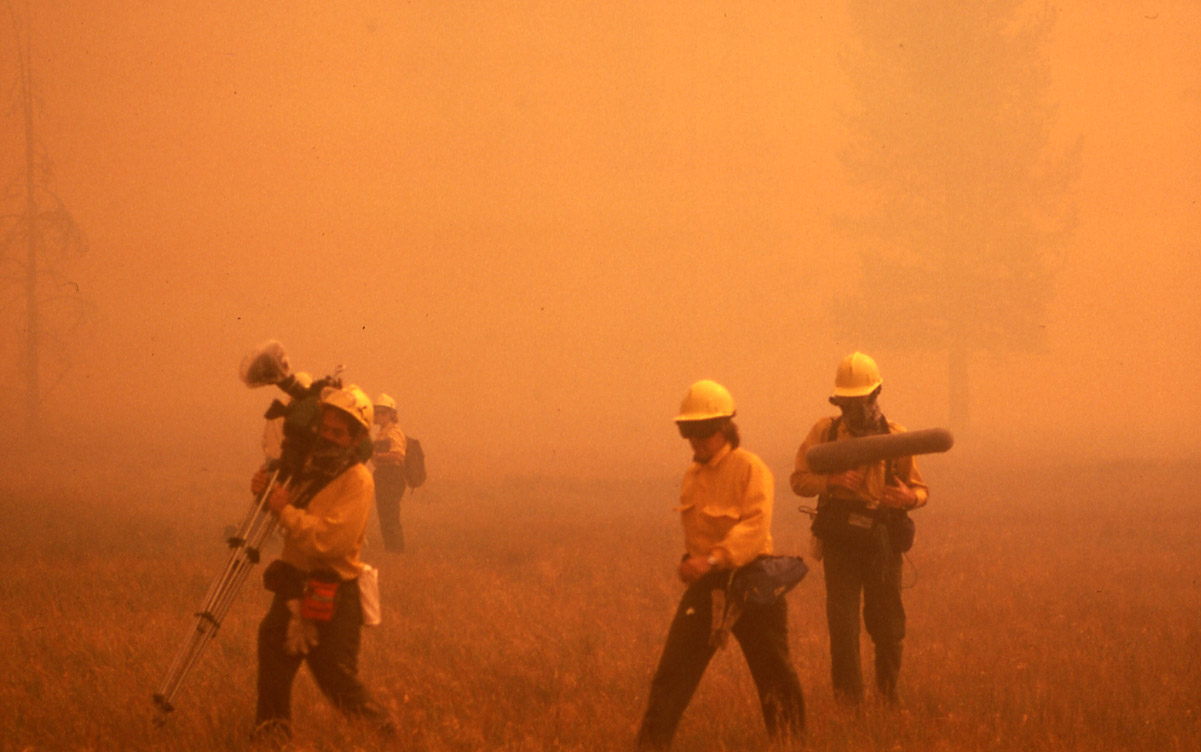
Ett nyhetsteam iklädda brandbekämpningskläder bevakar branden.

Yellowstone är en av de mest kända nationalparkerna både i USA och i världen. Nyhetsbevakningen var därför omfattande, och har i efterhand kritiserats för sensationalism. Federala tjänstemän hade ibland bara begränsad information att presentera för media. National Park Service fick cirka 3 000 förfrågningar från media, något som de två offentliga informatörerna tillsammans med en personal på över 40 anställda inte kunde hantera. 16 ytterligare parkpersonal tilldelades rollen som kontakter med media där brandbekämpningspersonalen var koncentrerad. När bränderna var under kontroll i mitten av november fick parken fortfarande 40 till 70 medieförfrågningar dagligen. Mediebevakningen av bränderna gav National Park Service mer nationell uppmärksamhet än den någonsin fått, och brandsäsongen 1988 har kallats en av de viktigaste händelserna i organisationens historia.
Bristande förståelse för hantering av skogsbränder från media ledde till en del sensationell rapportering och felaktigheter. Vissa nyhetsbyråer gav intrycket att större delen av parken höll på att förstöras. Den 30 augusti intervjuade ABC News turisten Stanley Mott i tro att han var chefen för National Park Service (William Mott). I en annan utsago uppgav The New York Times att Park Service-policyn var att tillåta naturliga bränder att självdö, medan den för US Forest Service var att undertrycka alla sådana bränder – en felaktig karaktärisering av båda myndigheternas policy. Källor citerade av The Washington Post, USA Today och Chicago Tribune uppgav senare att kommentarer som tillskrivits dem var påhittade, och en källa kommenterade att en rapport från Chicago Tribune den 8 september 1988 hade fler fel än fakta. Bränderna hade varit mycket aktiva i slutet av juli. I början av augusti nådde brandcheferna en slutsats att bränderna sannolikt inte skulle expandera mycket ytterligare på grund av brist på bränsle och chefen för National Park Service förklarade den 11 augusti att bränderna var under kontroll. När detta optimistiska tillkännagivande följdes av Black Saturday den 20 augusti, och branden som hotade Old Faithful-komplexet i början av september, var media återigen mycket kritiska till parktjänsten och dess policy.

## Långvariga konsekvenser

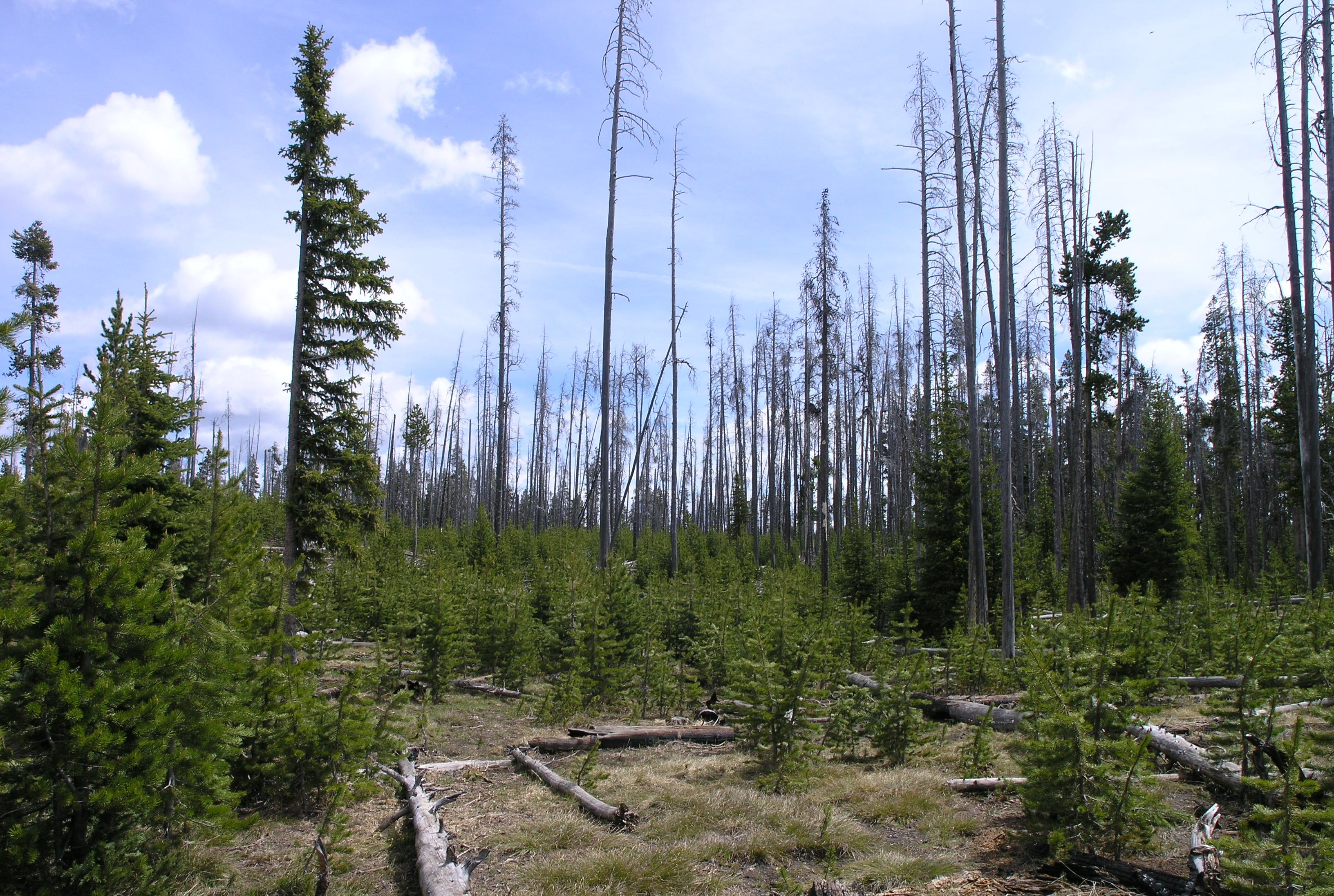
På den här bilden från 2006 står döda torrakor fortfarande nästan 20 år efter bränderna, men yngre contortatallar frodas.

Som ett resultat av forskning som utfördes efter bränderna implementerades en ny brandhanteringsplan för Yellowstone 1992. Planen gav strängare riktlinjer för hantering av naturliga bränder, ökade personalnivån för brandvakter och relaterade yrken, och lade ökade medel på brandhantering. År 2004 lades ytterligare ändringar till planen för hantering av vildmarksbrand till. Enligt planen från 2004 tillåts naturliga skogsbränder brinna, så länge parametrarna för brandstorlek, väder och potentiell fara inte överskrids. De bränder som överskrider dessa gränser, såväl som alla människoorsakade bränder, ska bekämpas. Dessa förändringar fortsätter att betona brandens roll för att upprätthålla ett naturligt ekosystem, men tillämpar striktare riktlinjer och lägre toleransnivåer jämfört med 1972 års brandhanteringsplan. Den senaste brandhanteringspolicyn är 2020-2024 Wildland Fire Strategic Plan.
Skogsbrukare och ekologer hävdar att storskalig naturvårdsbränning i Yellowstone före bränderna inte avsevärt skulle ha minskat området som förbrukades 1988, då många träd och växter kräver en högintensiv eld som sannolikt hade spridit sig till resten av parken för att korrekt förnya sig. Naturliga bränder har därför blivit parkens primära underhållsverktyg. Sedan slutet av 1970-talet har cirka 300 naturliga bränder fått brinna ut av sig själva. Naturliga bränder kompletteras ibland med kontrollerade bränder som medvetet startas för att avlägsna dött virke under förhållanden som ger brandmän en möjlighet att noggrant kontrollera var och hur mycket vedbränsle som förbrukas.